# Robert Woodrow Wilson
Robert Woodrow Wilson (Houston, 10 januari 1936) is een Amerikaans natuurkundige en Nobelprijswinnaar.

## Biografie
Wilson werd geboren in Houston als zoon van Ralph W. Wilson en Fannie Willis Wilson. Hij studeerde eerst aan de Rice University (bachelor in 1957) en vervolgens de California Institute of Technology, waar hij in 1962 afstudeerde.
In 1964 werkte hij, samen met Arno Allan Penzias aan een nieuw soort microgolfantenne voor Bell Telephone Laboratories in Holmdel (New Jersey) toen zij op 1 juni 1965 een onverklaarbaar signaal opvingen. Dit signaal kwam met gelijke sterkte vanuit alle hoeken en na zorgvuldig alle aardse bronnen te hebben uitgesloten concludeerden zij dat het hier om de zogenoemde kosmische achtergrondstraling ging, een overblijfsel van de oerknal (big bang). Kosmische achtergrondstraling is het gevolg van fotonen die 13 miljard jaar geleden vrijkwamen toen het universum doorzichtig werd en de eerste waterstofatomen werden gevormd.
In 1978 kregen Wilson en Penzias de Nobelprijs voor de Natuurkunde voor hun ontdekking. Sinds 1978 is Wilson docent aan de Stony Brookuniversiteit.
- Bibsys: 5085001
- Bibliothèque nationale de France: cb16208374n (data)
- Gemeinsame Normdatei: 1138954535
- International Standard Name Identifier: 0000 0003 7585 2294
- Library of Congress Control Number: n79132061
- MusicBrainz: cee96bc4-ad10-42b2-b9ca-383e9f7c1138
- ORCID: 0000-0001-5694-6725
- SNAC: w6jd4znj
- Système universitaire de documentation: 139264132
- Virtual International Authority File: 166029073
- WorldCat: E39PBJvXgtGwRxyyWkpGwHc9Dq